# 체화당
체화당은 대한민국 대구광역시 북구 산격동에 있다.

## 개요
임진왜란 시 의병장 이재 서사진의 아들 삼형재의 제사이다.